# Peter Leslie
Peter Leslie, född 1877 i London, död 1953, var en brittisk målare, son till George Dunlop Leslie.
Leslie var elev till sin far och Herkomer. Bland hans målningar märks Olivia (hjältinnan i Goldsmiths "Lantprästen i Wakefield"), En dam av rang, På farlig grund, Sommarafton och Violdia. 